# Wolfsteiner Ohe
La Wolfsteiner Ohe est une rivière de Bavière, dans l'arrondissement de Freyung-Grafenau.

## Géographie

### Amont
Le Wolfsteiner Ohe a deux eaux d'amont assez longues, le Saußbach et le Reschbach, dont les sources sont proches de la frontière entre l'Allemagne et la République tchèque. Ils s'unissent à l'ouest près de Freyung (que traverse le Saußbach) pour former le Wolfsteiner Ohe.

### Cours
La Wolfsteiner Ohe se déplace vers l'ouest jusqu'au village de Ringelai pendant environ ses cinq premiers kilomètres dans une vallée étroite et boisée, à la fin de laquelle il se courbe vers le sud dans une autre vallée plus large. À la fin, la vallée se rétrécit. Enfin, il reçoit l'Osterbach en provenance du nord-est du triangle des trois pays Allemagne-République tchèque-Autriche, puis coule à nouveau sur deux derniers kilomètres vers l'ouest jusqu'à ce qu'il se jette dans l'Ilz au pied de Fürsteneck par la gauche.

### Affluents
- Saußbach, mit Oberlauf Teufelsbach, amont à gauche
- Reschbach, abschnittsweise auch Reschwasser, amont à droite
- Buchberger Bach, rive droite
- Grasreutbach, rive gauche, à Ringelai
- Schwemmbach, rive droite à Ringelai
- Kaltenbrunner Bach, rive gauche
- Durchlaßbach, rive droite
- Bannholzbach, rive gauche
- Hartzerreuter Bach, rive droite
- Altenreutbach, rive gauche
- Osterbach, rive gauche